# Осторожно, модерн!
«Осторожно, модерн!» — юмористический телесериал, в главных ролях которого снимались Сергей Рост и Дмитрий Нагиев. Транслировался на «Шестом канале» и СТС с 1996 по 1998 год.
Режиссёры и авторы идеи — Андрей Балашов и Анна Пармас, бывшие сотрудники радио «Модерн», также к авторам идеи причисляет себя и Дмитрий Нагиев.

## История создания и развития

### «Полный модерн» (1995)
История сериала началась с выпусков, выходивших на «Региональном телевидении» Санкт-Петербурга (позднее «РЕН ТВ Петербург») в 1995 году. За производство шоу отвечало радио «Модерн» сначала при содействии студии «РИЧ», а затем совместно с компанией Игоря Крутого «АРС Медиа». Первые эпизоды проекта вышли в формате показа музыкальных клипов, которые предваряли диалоги ведущих, затем к конферансу добавились юмористические скетчи, один из которых назывался «Семья Нагиева», в нём шоумен пародировал свою жену, радиоведущую Алису Шер, и бабушку с дедушкой. По словам Андрея Балашова, первоначально в программе снимались Дмитрий Нагиев и Алла Довлатова (некоторые выпуски Довлатова вела единолично, в таких случаях с ней в скетчах играли диджеи радио «Модерн» и актёр Станислав Концевич), но вскоре по инициативе Нагиева Довлатову заменили на Сергея Роста. Несколько иначе описывает ситуацию сам Рост:

Сначала мы попробовали вести программу втроём с Довлатовой, но с Аллой работать трудно: если она начинает говорить, то говорит всю программу. Мы с Нагиевым делали скетч-шоу, всё сочинялось на ходу, лишнее вырезалось…

После того, как Рост стал постоянным партнёром Нагиева по проекту, в заставке программы стал звучать трек Dodo от Circus Doop. Одним из спонсоров шоу являлась компания Cadbury, по причине чего в программе в больших количествах присутствовала реклама шоколадных батончиков, пародировавший сериал «Твин Пикс» эпизод даже имел название «Wisp Peaks». По словам Алисы Шер, помимо скетчей и клипов в программе присутствовали интервью Нагиева со звёздами шоу-бизнеса под названием «На скамейке у Дмитрия Нагиева», в частности, гостями одного из выпусков были Профессор Лебединский и солист группы «Русский размер» Виктор Бондарюк. Данные режиссёров о количестве выпусков разнятся: по информации Балашова, было отснято 28 серий, а по подсчётам Пармас — около 40. Среди них также были серии «Смерть Помпеи» (пародия на Помпею Магну и хит Линды «Мало огня»), «Здравствуйте, я ваша тётя!» (пародия на одноимённый фильм и песню «Любовь и бедность»), «В салуне у „Бешеного Джо”» (пародия на голливудские вестерны и хит Татьяны Булановой «Не плачь») и реклама «Всё у нас получится» (пародия на серию рекламных роликов «Русский проект»). Однажды Нагиев отказался брать в программу в качестве гостя дочку одного из «слуг народа», после чего «Региональное телевидение» начало требовать с создателей проекта деньги за размещение шоу в эфире, в результате они приняли решение перейти на «Шестой канал».

### «Осторожно, модерн!» (1996—1998)
В 1996 году сериал был переименован в «Осторожно, модерн!», съёмки первой серии состоялись 11 апреля, а менее чем через две недели прошла премьера в телеэфире. Каждая серия длительностью 21-27 минут имела независимый сюжет. Первые серии 1996 года так же, как и «Полный модерн», выходили, прерываясь на клипы, но после перехода сериала на СТС по настоянию генерального директора канала Сергея Скворцова от клипов полностью отказались.
В отличие от «Полного модерна», в новом проекте изначально отсутствовали интервью со звёздами (для реализации данного сегмента осенью 1997 года на СТС создателями «Осторожно, модерн!» было выпущено шоу «Однажды вечером», которое вели Нагиев и Рост). После начала сотрудничества создателей сериала с СТС стоимость одного выпуска составляла около 500 долларов, из которых по 100 получали Нагиев и Рост в качестве гонораров. Невзирая на такой низкий бюджет, создатели не боялись использовать в саундтреке большое количество популярных и культовых музыкальных произведений, в том числе из фильмов Серджо Леоне, Квентина Тарантино и Эмира Кустурицы. Главной же музыкальной темой сериала являлась мелодия Reach Up от Perfecto Allstarz. Одним из спонсоров сериала продолжила выступать Cadbury, в обмен на финансовую поддержку проекта Рост снимался в рекламных роликах шоколада Picnic.
В 40-45 сериях все персонажи Нагиева были щетинистыми, так как параллельно он снимался в фильме «Чистилище», где играл Северо-Кавказского полевого командира Дукуза Исрапилова.
К весне 1998 года бюджет одной серии вырос до двух с половиной тысяч долларов, но в связи с тем, что телеканал РТР предложил создателям шоу снимать новые серии с бюджетом как у программы «Городок» (18 тысяч долларов), канал СТС в ответ предложил вдвое бо́льшую сумму и заказал 28 новых серий, при этом создатели решили переформатировать шоу, превратив его в полноценный сериал с единым местом действия — коммунальной квартирой. Однако новый формат шоу был закрыт после показа двух премьерных серий в октябре 1998 года, поскольку СТС из-за дефолта был не в состоянии продолжить финансирование проекта, по причине чего создатели были вынуждены искать новый канал для шоу.
С 19 апреля 1998 по 12 сентября 1999 года сериал выходил на телеканале РТР. До 5 июля 1998 года показ происходил обычно по выходным в утреннее время. 3 мая 1998 года сериал демонстрировался после 14-часового выпуска «Вестей», в 14:30. С 12 июля по 2 августа 1998 года сериал не демонстрировался, 3 августа 1998 года показ был восстановлен. С 3 по 28 августа 1998 года премьерные серии демонстрировались по будням, с понедельника по пятницу в 17:30. 29 августа 1998 года сериал вновь прервали, 16 октября 1998 года показ вновь был восстановлен. С 16 октября по 25 декабря 1998 года премьерные серии демонстрировались по пятницам, в 21:15, после чего сериал убрали с эфира. С 13 августа 1999 года канал РТР вернул сериал в эфир. С 13 по 27 августа 1999 года премьерные серии демонстрировались в 19:20. С 28 августа по 11 сентября 1999 года сериал не демонстрировался. Последняя серия была показана 12 сентября 1999 года, в 11:30 утра.
С 1997 по 2002 год было выпущено 7 выпусков на VHS дистрибьютором «Студия „48 часов”». Всего было выпущено 96 серий, из которых 56 были изданы на DVD (38—93 серии).
На съёмки одной серии уходили сутки, столько же времени было необходимо на её монтаж.
Список серий
| Сезон | Сезон | Серии            | Период трансляции             |
| ----- | ----- | ---------------- | ----------------------------- |
|       | 1     | 1—15 (15 серий)  | 23 апреля — 30 июля 1996      |
|       | 2     | 16—27 (12 серий) | 20 августа — 5 ноября 1996    |
|       | 3     | 28—54 (27 серий) | 1 декабря 1996 — 8 июня 1997  |
|       | 4     | 55—94 (40 серий) | 7 сентября 1997 — 7 июня 1998 |
|       | 5     | 95—96 (2 серии)  | 2 — 9 октября 1998            |

Сезон 1
| Серия | Премьера   | Краткое описание |
| ----- | ---------- | --- |
| 1     | 23.04.1996 | «Холмса и Wатсона изменить нельзя». Приключения персонажей Артура Конан Дойля перенесены в антураж фильма «Место встречи изменить нельзя» и спародированы в грузинском, эстонском и израильском стиле. Также в этой серии Ватсон (Рост) исполняет песню «Мэри» на мотив хита Андрея Губина «Лиза». |
| 2     | 30.04.1996 | «Ток-шоу „Кто же дурак?“». Пародия на программу «Акулы пера». Энергичный, но некомпетентный ведущий Иван Крузенштерн (Нагиев; возможно аллюзия на Илью Легостаева) при содействии сидящего в зале журналиста (Алексей Климушкин) берёт интервью у местных знаменитостей, напоминающих Никиту Михалкова, Бориса Моисеева, Богдана Титомира, Валентину Терешкову, Бориса Немцова и Владимира Жириновского. |
| 3     | 07.05.1996 | «Сицилия с Нагиевым» («Сицилия с Дмитрием Нагиевым»). Серия репортажей о представителях самого криминального региона Италии — киллере, автоугонщике, альфонсе и контрабандистах. |
| 4     | 14.05.1996 | «Служба случайного спасения 912». Ведущий Сева Меринов (Рост) представляет сюжеты о работе спасателей, которые больше связаны с идиотизмом, чем с героизмом. В серии присутствует камео Владимира Жириновского. |
| 5     | 21.05.1996 | «Экзамен». Доцент Кудряшко (Нагиев) принимает экзамен по физике у четырёх студентов: узбека (Рост), пытающегося задобрить преподавателя комплиментами и виноградом; девушки (Нагиев), пытающейся флиртовать с доцентом; «нового русского» (Рост), решающего вопрос с помощью взятки; и у нервного «ботаника» Кондратия Гималайского (Нагиев), который может рассказать о физике всё, кроме того, что нужно преподавателю («Сколько напряжения в лампочке?»). Вскоре Кудряшко предстоит самому побывать на месте своих студентов — его ждёт встреча с ректором (Рост), на которой обсуждается содержание его диссертации. |
| 6     | 28.05.1996 | «Интервью». Сергей Рост в образе Ивана Демидова из программы «МузОбоз» берёт интервью у Дмитрия Нагиева, которое при каждой попытке гостя ответить на вопрос ведущего прерывается рекламой. |
| 7     | 04.06.1996 | «007 против 006». 1983 год. Двое спецагентов — британец Джеймс Бонд (Нагиев) и русский шпион Максим Максимович (Рост) — охотятся друг за другом, чтобы выяснить, кто из них больше достоин права носить звание лучшего разведчика эпохи. |
| 8     | 11.06.1996 | «Съёмка». Во время съёмок шоу «Осторожно, модерн!» режиссёр (Нагиев) то и дело психует, поскольку ведущий (Рост) не может весело и задорно поздороваться с воображаемыми зрителями. Вдобавок постановщика выводят из себя сценарист (Нагиев), недовольный тем, что ведущий много импровизирует; гримёрша (Нагиев), неаккуратно пудрящая шоумена; оператор (Рост) с нерабочей камерой; и электрик (Рост), чуть не оставивший без света всю съёмочную площадку. |
| 9     | 18.06.1996 | «Телевизор». Деспотичная женщина (Нагиев) и её муж-подкаблучник (Рост) хотят посмотреть по телевизору свежий выпуск «Осторожно, модерн!», но из-за проблем с антенной канал не работает, в результате чего им приходится смотреть другие программы — «Утреннюю почту» с дуэтом «Академия», кулинарную передачу «Харч» («Смак») с Андреем Макаревичем и гостем Владимиром Жириновским, шоу ритмической гимнастики с элементами эзотеризма «Волшебная теорема» («Волшебная формула»), мыльную оперу «Сюрприз из Гондураски» («Секрет тропиканки») и прогноз погоды.                                                        |
| 10    | 25.06.1996 | «Малиновая Донна». Пародия на церемонии вручения премии «Оскар». В серии присутствуют реклама бутика «Донна» и фрагменты эпизодов «007 против 006» и «Сицилия с Нагиевым». |
| 11    | 02.07.1996 | «Очевидное — невероятное». Пародия на одноимённую программу и её ведущего, Сергея Капицу. Сюжеты программы намекают, что явления, кажущиеся паранормальными, частенько происходят при определённых обстоятельствах: после употребления 40-градусных напитков, при наличии психических отклонений или же если это выгодно кому-то из очевидцев. |
| 12    | 09.07.1996 | «Журналисты». На общем собрании журналисты новой газеты обсуждают варианты концепции будущего печатного издания. Среди предлагаемых тем: эротика, политика, спорт и юмор. |
| 13    | 16.07.1996 | «Программа „Семя“». Пародия на информационные программы «Время» и «Вести», в которой присутствуют репортажи Нико Свалидзе (аллюзия на Николая Сванидзе) о партии любителей вяленой рыбы, об объявившем голодовку депутате, о захватившем свою собственную жену террористе-украинце, о женщине-роботе, о новом министре культуры, желающем продавать людям музейные экспонаты и привлекать молодёжь в объекты культурного наследия с помощью игровых автоматов, и о полковнике ФСБ, поймавшем наркодилеров. Спортивные новости представила Дарья Червонцева (аллюзия на спортивного комментатора Дарью Червоненко).       |
| 14    | 23.07.1996 | «Школа молодожёнов». Только поженившаяся пара Константин (Нагиев) и Зинаида (Рост) проходит обучение у Иннокентия Петровича (Рост) — преподавателя в «Школе молодожёнов». На занятии они получают «необходимые» для будущего супружества знания: как совершать и разоблачать измены, прятать и находить любовников. В квартире молодых людей Иннокентий Петрович разыгрывает несколько сценок «по системе Станиславского», в том числе с участием соседа Михеича (Рост). Сразу по завершении обучения представляется возможность применить полученные навыки на практике.                                                |
| 15    | 30.07.1996 | «Факультет звёзд». «Новый русский», «крышующий» представителей шоу-бизнеса, приходит со своим сыном в Ново-русский университет на «Факультет выделки звёзд» с целью превратить своего отпрыска в звезду эстрады. Пройдя по кабинетам различных специалистов (композитора, балетмейстера, преподавателя актёрского мастерства, продюсера, визажистов), которые сразу предоставляют «шаблонные» решения, молодое дарование уже готово дебютировать со своим первым хитом — «Слышь ты, Иглесиас», пародирующим песню Ларисы Черниковой «Да ты не смейся».                                                                   |

Сезон 2
| Серия   | Премьера   | Краткое описание |
| ------- | ---------- | --- |
| 1 (16)  | 20.08.1996 | «Ницца» («Фестиваль рекламного творчества»). Дмитрий Нагиев и Сергей Рост представляют продукцию компании «Ростер & Нагэмбл» (аллюзия на «Procter & Gamble»): лейкопластырь рулонный, жилет универсальный, автомат дедушки Калашникова, отрывающуюся на голос хозяина дверь «Сим-сим», мужа Марии, способного удовлетворить любую женщину; «Навоз плюс» для удобрения белокачанного друга, презерватив и средство от амнезии. |
| 2 (17)  | 27.08.1996 | «Капитан». Него́ро, новый капитан корабля, узнаёт у своей новой команды о причинах гибели своего предшественника. У каждого свой взгляд на то, что случилось с капитаном Блинтом. |
| 3 (18)  | 03.09.1996 | «Штирлиц». Пародия на многосерийный фильм «Семнадцать мгновений весны». Советские войска стоят под Берлином, миссия штандартенфюрера Штирлица (Нагиев) подходит к концу. Однако он, привыкший к своему дому под Берлином, «Мерседесу» и т. п., не хочет возвращаться на Родину. Штирлиц приходит с повинной к Мюллеру (Рост), желая сдаться как русский шпион, но доказать своё советское прошлое оказывается не так просто, ведь на столе у Мюллера уже 750 аналогичных заявлений от высших чинов Рейха. В серии присутствуют отсылки на фильмы «Бриллиантовая рука», «Место встречи изменить нельзя», «Джентльмены удачи», «Белое солнце пустыни» и «Иван Васильевич меняет профессию». |
| 4 (19)  | 10.09.1996 | «Поликлиника». Молодой человек (Рост) перед свадьбой приходит в поликлинику за справкой, что он здоров. Однако сумасшедшие садисты в белых халатах, встретившиеся герою в больнице, способны за час превратить даже самого здорового и адекватного человека в овощ. В серии присутствует прототип Зинаиды Тракторенко из сериала «Осторожно, модерн! 2». |
| 5 (20)  | 17.09.1996 | «Юбилейная 20-я серия». Дмитрий Нагиев и Сергей Рост ушли отмечать «круглую дату» в истории шоу, а в это время режиссёр (Нагиев) и оператор (Рост) смотрят лучшие эпизоды проекта. В выпуске присутствуют фрагменты серий «Съёмка», «Экзамен», «Очевидное — невероятное», «Программа „Семя“», «Капитан», «Штирлиц» и «Поликлиника». |
| 6 (21)  | 24.09.1996 | «Комиссар Мудрэ рассказывает». Двойная пародия на детективы о комиссаре Мегрэ и приключения Чапаева и Петьки. Комиссар Мудрэ расследует происшествие в ресторане господина Дюбуака, у которого пропали жена, любовница и деньги из кассы. Сыщику кажется, что преступление могли совершить Чапаев и Петька, находившиеся под милитаристским, гомосексуальным или наркотическим воздействием. В серии присутствует скрытая реклама ЗАО «Санкт-Петербургские таксофоны». |
| 7 (22)  | 01.10.1996 | «Армейская самодеятельность». В честь окончания срочной службы будущие дембеля при содействии новобранцев показывают свои таланты спешащему на обед (пьянку) генералу. В серии звучит песня «Солдатское счастье», пародирующая хит Татьяны Овсиенко «Женское счастье». |
| 8 (23)  | 08.10.1996 | «Школа № 666» («В осаде 3»). Школьники Бубликов (Рост) и Гималайский при содействии остальных учащихся захватили учебное заведение. Нескольким преподавателям удалось спрятаться в учительской, что позволяет им укрыться от ученического террора. |
| 9 (24)  | 15.10.1996 | «Биржа труда». В очереди на собеседование на бирже труда находятся двое бывших заведующих складами, недоразвитый парень с мозгами ребёнка и мужчина, потерявший глаз, руку и ногу на испытаниях оружия. Отборщик персонала каждому намекает на то, что ему нужно дать взятку. |
| 10 (25) | 22.10.1996 | «Иваныч, Петрович, Степаныч». Пародия на программу «Иванов, Петров, Сидоров». Сюжеты о трёх видах любителей лёгкой наживы — гаишниках, пожарных и торговых агентах. |
| 11 (26) | 29.10.1996 | «Повесть о настоящем человеке». Американский писатель Борис Полянски мечтает об экранизации своего бестселлера «Повесть о настоящем человеке», в связи с чем обращается к режиссёру Кренделю Буратино, тот, в свою очередь, — к продюсеру Стивену Взбилбергу, он затем — к актёрам Чану Моррису и Эдди Морфию, а они — к инвестору-мафиози Большому Джо. Каждая из сторон имеет своё видение будущего фильма. В серии звучит пародия на песню «Первым делом — самолёты» из фильма «Небесный тихоход». |
| 12 (27) | 05.11.1996 | «Навстречу выборам!». На заводе проходят выборы губернатора. Рабочим предлагается проголосовать за кандидатов с монархическим, «новорусским» и коммунистическим бэкграундом. Однако слесарный цех решает выдвинуть своего кандидата. |

Сезон 3
| Серия   | Премьера   | Краткое описание |
| ------- | ---------- | --- |
| 1 (28)  | 01.12.1996 | «Театр». На театральной сцене проходит спектакль по пьесе А. С. Пушкина «Каменный гость», однако постановка то и дело находится на грани срыва. То исполнитель роли Дон Гуана желает выпить на сцене, то в Голливуд сбегает исполнительницы роли Донны Анны, то сидящий в зале спонсор требует вставить в текст рекламу его зубной пасты, в конце концов завхоз Степаныч (Рост) сообщает, что пол, свет и механизмы сцены неисправны. Спасением постановки по настоянию директора Палыча (Нагиев) занимается его заместитель Маняев (Рост). |
| 2 (29)  | 08.12.1996 | «Фотограф». Клиент фотохудожника Титивина повесил свой головной убор на незаземлённый софит, в результате чего получил удар током и потерял сознание. Титивин, конечно же, думает, что джигит отошёл в лучший из миров, в результате чего ему приходится скрывать от приходящих к нему желающих сфотографироваться этот инцидент. |
| 3 (30)  | 22.12.1996 | «Курсы новейших русских». Двое «новых русских», Тимофей и Степан, записались на курсы лайф-коуча Давида Илонова (аллюзия на Илону Давыдову), который обещает превратить их из «быков» в культурных и воспитанных людей. |
| 4 (31)  | 29.12.1996 | «Новый год в сельском клубе» (утеряна). Жители деревни пришли в подобие культурного центра и пытаются дёшево и сердито отметить там Новый год. |
| 5 (32)  | 02.01.1997 | «Встреча Рождества» (утеряна). Голливудский продюсер Стивен Взбилберг и его жена пришли в ресторан, чтобы отметить наступающее Рождество, но их отдых омрачают различные кинодеятели, предлагающие идеи новых проектов акуле кинобизнеса. |
| 6 (33)  | 12.01.1997 | «Как снять своими силами „Новогодний огонёк“» (утеряна). Телевизионщики под Новый год потеряли кассету с праздничным шоу. Разумеется, все работники голубого экрана пьяные, но тем не менее они берут волю в кулак, чтобы экстренно отснять что-то, что будет не стыдно показать в новогоднюю ночь. |
| 7 (34)  | 19.01.1997 | «Проверенные схемы». Бизнесмен-неудачник Вяземский (Нагиев), вынужденный продавать программы передач на прошедшие недели (ему их обманом подсунули в типографии), встречает своего бывшего одноклассника Козявкина (Рост), который стал богатым человеком. Показывая доверчивому Вяземскому различные атрибуты сладкой жизни, Козявкин обещает превратить своего знакомого в успешного предпринимателя по «проверенным схемам». |
| 8 (35)  | 26.01.1997 | «Психбольница». Власть в дурдоме захватывает психопат, мнящий себя Наполеоном, Гитлером, Сталиным и Иваном Грозным. Он и его сподвижники наказывают врачей уколами и клизмами. Но со временем выясняется, что есть ещё один представитель «палаты № 6», мечтающий править больницей. |
| 9 (36)  | 02.02.1997 | «Запеканко». Ректор Центрального технического университета Баринов (Рост) узнаёт, что в его вузе учится миллионный студент страны. Это событие будут освещать СМИ, также приедет заместитель министра образования. Проблема лишь в том, что миллионным студентом оказался худший студент вуза Василий Запеканко (Нагиев). Теперь преподавателям придётся вытягивать оболтуса на «пятёрки». |
| 10 (37) | 09.02.1997 | «Смотрины женихов». Суровый полковник, запивающий стрессы «каплями беленькой из графинчика», решает выдать свою дочь замуж. Среди претендентов — подчинённый главы семейства, будущий младший лейтенант; сын маминой коллеги, музыкант; друг бабушки, недоразвитый любитель «Санта-Барбары»; а также выбор самой героини — пожилой богач. В серии присутствует фрагмент «Юбилейной 20-й серии». |
| 11 (38) | 16.02.1997 | «Лотерея „Весёлые лимоны“». Продюсер развлекательной передачи Несмелов (Нагиев) оказывается «между ангелом и бесом»: дьявол (Нагиев) уговаривает его продавать знакомым и близким билеты с вопросами викторины, а небожитель (Рост) наставляет продюсера «на путь истинный». Финал истории непредсказуем. В серии использованы кадры и музыка из клипа Perplexer на композицию Love Is In The Air. |
| 12 (39) | 23.02.1997 | «Письмо из армии». Рядовой (Нагиев) пишет письмо «на деревню девушке», в котором рассказывает о перипетиях армейской жизни. Поначалу героя гнетёт дедовщина, но потом он сам становится «дедом»… |
| 13 (40) | 02.03.1997 | «Боевик „Отмороженный“». Герой фильма ищет по всем барам и салунам Большого Багзи. Каждый бармен рассказывал одну и ту же историю, в конце которой непременно появлялся Большой Багзи со своей бандой и открывал стрельбу. Наконец, герою посчастливилось найти в одном салуне певичку, которая некогда знала Большого Багзи, и вскоре он появился. Человек, которого ударил герой, отдал ему большие часы; их подарил Большому Багзи один человек (он некогда спас Багзи жизнь), ему их подарил, в свою очередь, Джордж Вашингтон, и получается, что Большой Багзи — отец героя. Ключевая сцена запутана, но эта запутанность входит в замыслы авторов, потому что «Отмороженный» — это пародия на вестерны, в том числе на «Отчаянного» с Антонио Бандерасом. |
| 14 (41) | 09.03.1997 | «Красная Шапочка» («Красная шапка Зигмунда Фрейда»). Весьма прогрессивный режиссёр (Нагиев) задумал современную киноверсию «Красной Шапочки» и пригласил на съёмочную площадку продюсера (Рост). По ходу проб оказывается, что замыслы режиссёра требуют больших капиталовложений, так как непременно должны быть задействованы танки, боевые автоматы, артисты, вызванные из других стран за десятки тысяч долларов. В конце концов у продюсера заканчиваются деньги, а у режиссёра появляется новая идея и новый продюсер. |
| 15 (42) | 16.03.1997 | «Автомеханики». Повесть о том, как в авторемонтной мастерской проходил практику очень талантливый и честный стажёр Паша Морозов (Рост). Он отказывался брать деньги за работу, чем вызывал недовольство у мастера, Сан Саныча (Нагиев). Тот разными методами старался изжить стажёра. |
| 16 (43) | 23.03.1997 | «Книжный магазин». Рассказ о взлёте и падении одного книжного магазина. В соседнем помещении кавказцы продавали вино и мечтали расшириться, выкупив всю площадь пришедшего в упадок книжного магазина. Хозяевам дали срок исправить ситуацию в месяц. И «книжники» обманным путём начали распродавать товар, выдавая желанное для покупателей содержание книг за действительное. «20 000 лье под водой» продали как песенник Скутера, «Пиковую даму» — как справочник по казино и т. д. |
| 17 (44) | 30.03.1997 | «Институт смеха и розыгрышей». Во Всероссийском Институте смеха и розыгрышей не заладились дела. Шутки стали несмешными, один из специалистов хочет уволиться, конкуренция возрастает. Под конец один из сотрудников (Рост) устраивает взрыв. |
| 18 (45) | 06.04.1997 | «Банщик-террорист» («Баня»). В бане короткий день — банщик сообщает всем, что работает сегодня до трёх дня в связи с «акцией», а сам пишет «требования банщика». В бане собираются: полууголовный бизнесмен, учитель математики, мичман морского флота с командирскими припадками (безо всякой причины говорит яростным шёпотом «Что?!», отдаёт команды и сам их выполняет), гомосексуал и алкоголик. Ни одному из них не приходит в голову, почему сегодняшний план работы банщик называет акцией, а он берёт напившихся клиентов в заложники. |
| 19 (46) | 13.04.1997 | «Школа жён, или Курсы „Как стать желанной“». Жена, будучи не в силах найти общий язык с мужем, приходит в «Школу жён» и попадает к единственному дипломированному специалисту — Давиду Илонову. Затем прибывает вторая женщина, стереотипная украинка, у которой примерно та же проблема. Выясняется, что существует 4 типа мужей, которые удачно изображают специальные актёры, и с жёнами начинается работа. В итоге они преображаются под стать мужьям, но история на этом не заканчивается, так как потом, в отсутствие жён, приходят сами мужья. |
| 20 (47) | 20.04.1997 | «Женский клуб „КОРЖ“». Четыре феминистки на 30 дней закрываются в баре, объявляя таким образом протест против так называемой сильной половины человечества. |
| 21 (48) | 27.04.1997 | «Кодекс коридорного» («5 тезисов настоящего коридорного»). Сын просит у отца, который работает в гостинице коридорным, денег на масло, которым он собирается растирать девушек в стриптиз-баре, но отец считает, что сыну пора самому зарабатывать деньги. Сын начинает свой первый день коридорного. Он знакомится с жильцами из номеров: один на поверку оказывается шпионом, у второго в номере то ли сестра, то ли любовница, третьему он помешал совершить намаз (таинство). Теперь все хотят его убить. Новоиспечённый коридорный принимает решение убить всех, что и делает. Отец в ужасе от поступка сына. |
| 22 (49) | 04.05.1997 | «Мальчишник» («Бодун»). Трое мужчин просыпаются наутро после большой попойки и пытаются вспомнить, кто они такие, где они находятся, а самое главное, что вчера заставило их так сильно напиться. Предлагаются различные версии — от дня рождения до похорон; несколько раз вызывается горничная. Один из героев предлагает снова напиться, чтобы снова «дойти до нужной кондиции» и вспомнить, что было вчера. Оказывается, что они находятся в борделе, и днём раньше у них был мальчишник по случаю свадьбы их общего друга, который куда-то пропал. Друг вскоре появился, и всё встало на свои места. Фабула серии имеет много общего с сюжетными ходами вышедшей спустя 12 лет комедии Тодда Филлипса «Мальчишник в Вегасе».                               |
| 23 (50) | 11.05.1997 | «Рекламное агентство „Полный кадр“». В рекламное агентство обращается крупная фирма — производитель подгузников. Директор (Нагиев) соглашается и заставляет своего подшефного искать «исполнителя главной роли» — младенца. |
| 24 (51) | 18.05.1997 | «Сдаётся в аренду». Частный предприниматель (Нагиев) покупает территорию для автомагазина. Но предприниматель с Украины (Рост), находящийся по соседству, советует сделать ремонт: сначала переделать пол, затем — якобы покосившиеся стены. |
| 25 (52) | 25.05.1997 | «Свадьба». На свадьбу уже прибыли родители новобрачных и тамада, но виновники торжества задерживаются. Родители начинают предлагать разные версии. |
| 26 (53) | 01.06.1997 | «Призывная комиссия». Трое призывников проходят комиссию в военкомате, каждый из них хочет «закосить» от армии. Один из них знает, как это сделать. Комиссия удивляется совпадениям (у двух призывников подряд отец — алкоголик и мать — проститутка) и вроде бы признаёт призывников негодными. Но потом приходит абсолютно здоровый призывник. |
| 27 (54) | 08.06.1997 | «Переэкзаменовка». Старшеклассники Гималайский и Бубликов проходят переэкзаменовку — пишут сочинение по литературе (Бубликов пропустил экзамен по болезни, а его товарищ Кондратий исправляет «двойку»). Здесь и ненависть учительницы Марии Ивановны (Рост) к своим ученикам, и любовь Гималайского к опоздавшей однокласснице Белохвостиковой (Рост). Все успешно начали писать свои сочинения. Всё должен был испортить явившийся к концу экзамена четвёртый школьник Козлов (Нагиев) — местный хулиган, насильно вырвавший у Кондратия сочинение. |

Сезон 4
| Серия   | Премьера   | Краткое описание |
| ------- | ---------- | --- |
| 1 (55)  | 07.09.1997 | «Новости». Журналист одной новостной телекомпании каждый раз пытается потрясти директора своими очередными сенсациями. Но для директора не секрет, что скандальные сюжеты снимаются на закрытой площадке, чуть ли не «на коленке», с участием одних и тех же актёров (которые плохо играют), поначалу даже микрофон оказывается сверху в кадре. Директор требует от журналиста улучшения качества материала. |
| 2 (56)  | 14.09.1997 | «Деревня Миздрюки». Писатель, собирающий фольклор, приезжает в деревню, где ударом по голове его встречает местный алкоголик, решивший украсть сумку и плащ путешественника. В эту деревню когда-то заезжал Ельцин, и другой мужчина, написавший президенту несколько писем, принял писателя за Ельцина. Одна из жительниц деревни подумала, что к ней из тюрьмы приехал её кавалер по переписке; мечтающий выслужиться участковый узнал в госте заграничного агента; а интеллигент-рыбак, отправивший в газету «Совершенно секретно» разоблачительное письмо, принимает литератора за киллера. |
| 3 (57)  | 21.09.1997 | «Брачное объявление». Однажды женщина в летах Клавдия Михайловна (Рост) решает, что сыну Костику (Нагиев) довольно ходить в холостяках, и даёт объявление в газету: красивый молодой человек ищет спутника жизни. Константину эта идея не нравится, но мама грозит самоубийством, и он соглашается. Пока Костя и мама ожидают девушек, приходит их знакомый Пётр (Нагиев), в шапке и с усами, похожий на почтальона Печкина, телемастера и чиновника из 1980-х годов. Затем на огонёк заглядывает напоминающий физика или химика дядя Кости Тарас. Чтобы не смущать потенциальных невест, Пётр с Клавдией прячутся в шкаф, а дядя — за кровать. Сначала свататься к герою приходит развязная девушка, оказывающаяся проституткой (Рост), затем — стеснительная интеллектуалка (Нагиев), мечтающая о страсти, как в повести Куприна «Яма», после этого заявляется парень-гомосексуал (Рост). Первая девушка покидает квартиру по требованию матери, вторая сбегает сама из-за нестабильной психики, а представителя меньшинств Костик на почве нетерпимости вгоняет в дрожь, в результате чего тот начинает думать, что над ним хотят надругаться, и тоже сбегает. Услышав снова решение сына прожить дальше холостяком, Клавдия Михайловна опять обещает покончить с собой и говорит, что скоро придёт «красавица» Лиза (Рост), которую она сама ему советует. Тем временем Костик хочет сбежать через окно, но не успевает: приходит Лиза. |
| 4 (58)  | 28.09.1997 | «Художественная самодеятельность». В деревенский клуб приезжает новый режиссёр. Он предлагает ставить различные спектакли, но каждый раз оказывается, что спектакль уже был. В каждом из них, помимо мужского дуэта, принимала участие немолодая женщина, которая к концу обязательно напивалась и падала замертво. Актёры нервничают. Режиссёр предлагает спектакль, который ещё не ставили, — «Моцарт и Сальери» по одноимённой трагедии А. С. Пушкина, — и в глубине души надеется, что это будет успех. Однако без спиртного не обошлось и здесь, и на премьере пьяного режиссёра вывели на сцену, к не менее пьяным актёрам, под руки. |
| 5 (59)  | 05.10.1997 | «Отпуск на курорте» («Отпуск на море»). На заграничный южный курорт приезжает супружеская пара — оптимистично настроенный муж (Нагиев) и прагматичная жена (Рост). Как вскоре выясняется, входная дверь единственного свободного гостиничного номера без замка, метрдотель и блюститель порядка постоянно приходят к ним с очередным штрафом (то стаканчик разбили, то включили музыку, то лежат вдвоём на одной кровати («С вас … марок!!!» — «Я вам чё, филателист?»). Потом кто-то украл все их вещи. Араб нетрадиционной ориентации хочет устроить «щигидым-щигидым» с мужем. |
| 6 (60)  | 12.10.1997 | «Наследство дедушки» («Мой русский дедушка»). В день рождения дедушки Владимира Степановича (Нагиев) за столом собираются все родные и близкие. Но не только лишь затем, чтобы поздравить юбиляра. Намерения их более прозаичные: они, во главе с нотариусом, приятелем деда Дрискисом (Нагиев), хотят поделить огромное наследство, которое завещает им Владимир Степанович. Здесь и его первая жена — коммунистка Нина Андреевна (Рост) с придурковатым первенцем — взрослым ребёнком Иваном (Нагиев), и вторая бывшая жена Галина Николаевна (Нагиев) с мужем Георгием (Рост). Каждый из них хочет получить свой «кусок пирога». Но дедушка оказывается хитрее всех. |
| 7 (61)  | 19.10.1997 | «Клад на стройке». Трое разнохарактерных рабочих — интеллигент в очках, любитель выпить и трезвенник, ведущий здоровый образ жизни, — строят дом для «нового русского». На стройке проблемы с зарплатой, и строители решают культурно возместить материальный и моральный ущерб, заложив кое-что органического происхождения в половое покрытие. Совершенно случайно они находят клад в кованом сундучке, похожем на карету (только без колёс), и решают поделить находку между собой. Однако им постоянно мешают. Приходит прораб, каждый раз спрашивая и записывая, кто они такие, что они здесь делают и чья это бригада (бригада Потапова); прораб имеет привычку напевать любую понравившуюся ему фразу («Перед смертью она сказала: „Спасибо!“», «Кладку делал спозаранку…», «Почитал он программку свежую»). Приходит участковый Петлюра, каждый раз интересуясь, не слышал ли кто выстрелов «или просто повизгиваний подозрительных». Пришла бывшая девушка интеллигента Паши, Маша, которая хотела уединиться со своим экс-бойфрендом, но Паша отказался, испугавшись потерять право на долю от клада. Ближе к концу истории почти что проговорившегося участковому интеллигента убивает бутылкой по голове любитель выпить, а потом они с трезвенником убивают друг друга. Как раз после этого приходит заказчик и видит всех троих лежащими замертво на полу недостроенной квартиры. Он звонит своему другу и вдруг замечает сундучок. Открыв его, «новый русский» принимает решение отдать свою квартиру другу за полцены, а клад забирает себе и уходит. Его едва не застаёт участковый. |
| 8 (62)  | 26.10.1997 | «В поезде» («Поезд»). Герой серии — то и дело ломающий четвёртую стену Лёлик (Нагиев) — едет в поезде на юг с женой (Рост). Как назло, в том же вагоне разместилась и любовница Лёхи Раиса (Нагиев), решившая после лечения в Институте голодания имени Отто отправиться с жутко ревнивым мужем Ипполитом (Рост) в тёплые края. Когда Ипполит небезосновательно подозревает свою супругу в неверности и решает расправиться с Лёликом, тому удаётся убедить недоброжелателя в своей гомосексуальности. Пока Лёха отсутствовал в своём купе, туда по ошибке заглянул перепутавший вагон грузин (Рост), который вознамерился покорить сердце жены Лёхи. |
| 9 (63)  | 02.11.1997 | «Радиостанция» («Радио-страсти»). Сотрудники радио «Арктика» (аллюзия на радио «Модерн») — директора Птицын (аллюзия на Леонида Кyкушкина) и Зверев (аллюзия на Сергея Hиколаева), ди-джеи Адам (аллюзия на Дмитрия Нагиева) и Ева (аллюзия на Аллу Довлатову), диктор новостей Дато Гантелия (аллюзия на Александpа Шенгелия) и завхоз Сан Саныч — готовятся к визиту олигарха Дубодовского (аллюзия на Бориса Березовского), желающего вложить деньги в одну из радиостанций родного города (на примете у миллионера находится также единственный конкурент «Арктики» — радио «Антарктика»). На студию одна за другой поступают новости о вкусах высокого гостя, и работники станции всячески стремятся ему угодить. |
| 10 (64) | 09.11.1997 | «Женские злодеяния» («Всё зло от баб»). История о Синей Бороде в юбке (Рост), отправившей в могилу нескольких своих мужей (алкоголика, бережливого чистюлю, бабника и подкаблучника) и затем заставившей подругу (Нагиев) сомневаться и в её супруге. |
| 11 (65) | 16.11.1997 | «Призрак казино». Призрак казино (Рост) уговорил бухгалтера (Нагиев) зайти в заведение и сыграть на зарплаты служащих. Сначала бухгалтеру везло, но потом, после затянувшихся поцелуев экономиста с женой начальника (Рост), везение стало заканчиваться. |
| 12 (66) | 23.11.1997 | «Вор и любовник» («Французский водевиль», «Как французский водевиль»). В квартире встретились жена (Нагиев), любовник (Рост), вор (Нагиев), муж — милиционер (Нагиев) и любовница (Рост). Чтобы оправдать друг перед другом своё появление, они начали выяснять, кто кому кем приходится. |
| 13 (67) | 30.11.1997 | «Банк» («Сокращение штатов», «Сокращение кадров»). Начальство банка решило сократить штат сотрудников и заодно выяснить, кто из них поедет в Париж. Участники коллектива боятся выпасть за обочину, вследствие чего практически каждый из них пытается выгородить себя и оболгать товарищей. |
| 14 (68) | 07.12.1997 | «Эмиграция» («Сеня едет в Чонго-Монго»). Аллюзия на пьесу Николая Эрдмана «Самоубийца». Продавец овощей из ларька Семён Пузырьков (Рост) при содействии своего друга (Нагиев) получает разрешение на переезд на ПМЖ в африканскую страну Чонго-Монго. Понимая, что переехав в другую страну, Семён будет недоступен для российских бандитов, к нему приходит бывший директор ларька с просьбой взять на себя вину в растрате денег от бизнеса, который «крышуют» бандиты. Также к нему приходит член «левой» партии, с предложением объявить СМИ что Семён уезжает из России по политическим мотивам, что выгодно скажется для партии. Приходит и бывшая любовь, забеременевшая неизвестно от кого, но желающая чтобы у ребёнка был отец, а потому просящая признать ребёнка своим. За все эти «услуги» гости Семёна платят хорошие деньги. |
| 15 (69) | 14.12.1997 | «Встреча выпускников». Бандит, врач, милиционер, интеллигент, — всех их связывает то, что когда-то они учились в школе. |
| 16 (70) | 21.12.1997 | «Кандидат в депутаты». История о том, как выдвигали одного кандидата в депутаты (Нагиев): как работали над его имиджем, как снимали рекламный ролик. Первоначально фамилия кандидата была Светёлкин, но имиджмейкер посчитал, что фамилия звучит не мужественно, и дал будущему депутату псевдоним Сипун-Гора. Над его походкой работал имиджмейкер с неопределённой ориентацией, над речью — человек, очень похожий на Ожегова. В итоге Сипун-Гора победил на выборах. |
| 17 (71) | 28.12.1997 | «Новый год». По мотивам трагедии Гёте «Фауст». Не слишком удачливый актёр (Нагиев) в детском театре играет зайчика («Я мороза не боюсь, я с морозом подружусь!»), и режиссёр (Рост) недоволен исполнением. Внезапно посланец из ада, «эксклюзивный дистрибьютор дьявола на территории России» Роланд (Нагиев) ненадолго останавливает время и предлагает актёру сделку: за праведную жизнь до конца этого года — «миллион дьявольских долларов США». Актёр соглашается, и затем при различных обстоятельствах едва ли не нарушает условия договора, но к последнему мигу уходящего года за ним с момента начала сделки не оказывается ни единого греха. |
| 18 (72) | 04.01.1998 | «Ирония судьбы». Пародия на знаменитый новогодний фильм. К даме с ярко выраженным польским акцентом (Рост) приезжают москвич (Нагиев), грузин из Тбилиси (Нагиев), узбек из Ташкента (Рост), и все утверждают, будто они находятся в своём городе. Потом появляется жених Ипполит. |
| 19 (73) | 11.01.1998 | «Холмс и Ватсон». Шерлок Холмс и доктор Ватсон пытаются выяснить, кто такие Дмитрий Нагиев и Сергей Рост. К ним приходят создатели сериала и рассказывают сыщикам всю правду об этих актёрах. Однако в конце Ватсону приходит в голову ужасная мысль. В серии присутствуют фрагменты из эпизодов «Боевик „Отмороженный“», «Свадьба», «Клад на стройке», «Встреча выпускников», «Повесть о настоящем человеке», «Красная Шапочка», «Мальчишник», «Призывная комиссия», «Вор и любовник», «Эмиграция», «Комиссар Мудрэ рассказывает», «Письмо из армии», «Новый год в сельском клубе», «Отпуск на курорте» и «Ирония судьбы». |
| 20 (74) | 18.01.1998 | «Заложники». Террористы захватывают кинотеатр и, чтобы зрители не скучали, развлекают их художественной самодеятельностью — поют, пляшут, играют на гитаре, которую бесполезно настраивать. Спасатели берутся освободить зал от захватчиков. |
| 21 (75) | 25.01.1998 | «Расследование». В одной квартире произошло массовое убийство. Два сотрудника милиции и врач не слишком успешно пытались восстановить картину преступления, пока не приехало высокое начальство, а потом — и сами «убитые». |
| 22 (76) | 01.02.1998 | «Налоги». Сотрудники петербургского филиала совместного российско-французского предприятия «Je pas» страшатся визита налогового инспектора, и поэтому директор Антон Петрович (Нагиев) и бухгалтер (Рост) изображают перед визитёром Кареном Петровичем (Рост) сумасшедших. Но вот, появляется настоящий налоговый инспектор Склифосовский (Рост). |
| 23 (77) | 08.02.1998 | «День сурка» («День рождения»). Это не пародия на фильм «День сурка», хотя в основе серии лежит идея фильма. Электрик с высшим образованием просыпается в своей постели с чайным пакетиком во рту семь раз подряд и каждый раз попадает в один и тот же день — в собственный день рождения. Семь раз жена поёт мужу песенку «Happy Birthday to You» и дарит ему шапку. Несколько раз он пытается по просьбе тёщи починить проводку, но безуспешно: каждый раз он теряет сознание, а когда приходит в себя, то вновь оказывается на несколько минут раньше в своей постели. Ему надоедает песенка жены, он убивает всех. Но друг, зашедший поздравить героя с праздником, видит, что тот убил его любимую женщину, и мстит ему, совершая убийство, в результате чего герой после смерти снова просыпается в постели в свой день рождения, и всё начинается сначала. На седьмой раз он смиряется с обстоятельствами и удачно чинит проводку. |
| 24 (78) | 15.02.1998 | «Учёные». Несколько учёных собираются в библиотеке, чтобы обсудить план ограбления банка. Они хотят пробраться туда по канализации. |
| 25 (79) | 22.02.1998 | «Развод». Известный эстрадный композитор Николай (Нагиев) решает развестись с женой Машей (Нагиев), чтобы жениться на певице Ирине Бутыльковой (Рост; имя певицы — возможно, аллюзия на Ирину Салтыкову), которая могла бы петь его песни. Маша хочет выйти замуж за известного поэта-песенника Евгения Долбановского (Рост). Но у них ничего не получается. Сначала супруги крепко поссорились, затем певица, оставшись «наедине с поэтом», захотела выйти замуж за него, а под конец истории Николай с Машей было помирились, но жена нечаянно наступила мужу на ногу и попросила его ответить тем же. Но он наступил слишком сильно, что и послужило поводом к продолжению разлада. |
| 26 (80) | 01.03.1998 | «Наследство». На ведущего новостей Тараса Мамлюковича Компотова (Рост) свалились неприятности. Сначала он обнаружил жену (которая думала, что если показывают новости, значит, муж на работе; Нагиев) с любовником и выгнал её из дома, затем его уволили с телевидения, потом старый друг не взял его на радио, и в довершение всего от героя отказалась любовница. На его стороне был только живущий по соседству киллер. Но тут в новостях объявляют, что один шейх завещал своему родственнику — Тарасу — всё своё громадное состояние, включая весь золотой запас страны. Компотов становится полноправным обладателем беспрецедентно большого наследства и решает отомстить всем, кого знает и искренне «любит»… |
| 27 (81) | 08.03.1998 | «Восьмое марта». Придя на работу в международный женский день, совладелец фирмы «Русский чайник» Александр Санько (Нагиев) внезапно обнаруживает, что все сотрудники возглавляемого им предприятия «поменялись ролями»: посты директоров вместо Санько и соучредителя Паши (Рост) заняли Зоя Викторовна (Рост) и Нелли Владимировна (Нагиев), первая из которых домогается Санько, а вторая ревнует и обвиняет в изменах. При этом Санько занимает пост секретарши, а Паша совмещает обязанности бухгалтера, повара и уборщицы. Женщины поздравляют мужчин с международным мужским днём и заставляют готовить яства для праздничного стола. |
| 28 (82) | 15.03.1998 | «Роды». Приключенческая серия, вариация на тему блудного сына. Однажды молодой мужчина (Нагиев) узнаёт по секрету у родительницы (Рост), что та подменила рождённого собою темнокожего ребёнка на него, и отправляется на поиски «настоящей» матери. Он побывает в квартирах узбеков, латышей, афроамериканцев, чтобы понять, что настоящая мать — та, которая воспитала. |
| 29 (83) | 22.03.1998 | «Старшина». Старшина заставляет двух молодых бойцов драить уборную зубными щётками. Герои решают проучить его и пишут от его имени любовные письма буфетчице, медсестре и жене комбата, комбату. При всём этом старшина является женоненавистником и не переносит, когда к нему пристают женщины. Вроде бы комбат хочет дать ему квартиру, вроде бы старшина собирает вещи, но все любовницы собираются в его комнатке. |
| 30 (84) | 29.03.1998 | «Обман». Один приличный, с виду, человек спасает жизнь писателю. В благодарность муж и жена оставляют его дома. У этого человека оказываются большие связи, и он помогает писателю в публикации романа. Но затем начинаются странные вещи. Загостившийся альтруист с помощью друзей, вызванных по телефону, инсценирует обнаружение «милицией» у писателя наркотиков и благополучное разрешение ситуации: он оказывается «большим человеком». Потом этот он внушает писателю, что жена ему неверна. Для писателя всё складывается не лучшим образом. |
| 31 (85) | 05.04.1998 | «Химчистка». Пародия на итальянские фильмы. Итальянцы — весёлый народ, и первое апреля для них — чуть ли не священный праздник. Именно в этот день итальянскую химчистку посетил президент, в которого швырнули пиццей. Позже выяснилось, что президент был настоящий. |
| 32 (86) | 12.04.1998 | «Живой труп». Бизнесмен, задавленный большим подоходным налогом (95 коп. с рубля), решается похоронить себя для налоговых инспекторов, а бизнес переписать на своего брата, которого на самом деле не существует. |
| 33 (87) | 19.04.1998 | «Пенсионеры» («Прыжок в новую жизнь»). Внуку (Нагиев) нужна квартира дедушки (Рост) с бабушкой (Нагиев), чтобы приводить туда свою девушку. Он заключает с ними договор, чтобы они спрыгнули с карниза. Они готовы сделать всё для любимого внучка, но неожиданно появившиеся телевизионщики (постоянно невпопад чихающий оператор (Нагиев) и ведущая (Рост)) решают, как обычно, устроить из этого шоу. Внучек соглашается, но с условием, что за это «клиенты» будут платить ему. У него перебывало много людей: мэр (Рост), кинорежиссёр (решивший в связи с забастовкой каскадёров сделать из бабушки с дедушкой героев нового фильма про небоскрёб; Нагиев) и нагловатый представитель компании «Русская верёвка» (он хочет, чтобы пожилая пара сделала рекламу его продукции; Рост). Внук соглашается на всё. В конце к ним приезжает генсек ООН и предлагает дедушке с бабушкой перебраться жить в Санта-Барбару. И они решаются прыгнуть в новую жизнь. |
| 34 (88) | 26.04.1998 | «Ресторан» («Странный день в ресторане»). В ресторан пришёл мужчина Аркадий (Нагиев) с девушкой Ритой (Рост), за которой он ухаживает уже полгода (но так и не признался ей в любви). В туалете, куда ему понадобилось ненадолго отлучиться, какой-то дед (Рост) принял его за «своего», отдал ему дипломат с деньгами и подарил пистолет. Аркадий случайно убивает деда из пистолета и сажает убитого на унитаз. Тут ещё и милиционер (Рост), которому герой постоянно кого-то напоминает, впрочем, милиционер вскоре тоже оказывается случайно убитым. Дипломат с деньгами приходится отдать криминальному авторитету (Нагиев), который всё время кашляет, потому что много курит. Потом героя принимает за жениха отец невесты (Рост), и голосом, и внешностью похожий на Брежнева. Рита перестаёт верить Аркадию, но вскоре некий кавказец (Нагиев) принимает её за свою жену, подрабатывающую древнейшей профессией. В итоге Аркадий и Рита расстаются. |
| 35 (89) | 03.05.1998 | «На переходе» («Заветные желания, или Дуэт „Менуэт“»). Два уличных музыканта получают предложение известного продюсера Гарика Алиментьевича Карабасова (аллюзия на Бари Алибасова) стать знаменитыми. Вначале они довольны тем, как всё складывается, на волне успеха их переманивает к себе другой продюсер Юлий Айзерфриц (аллюзия на Юрия Айзеншписа), но затем в их дуэте начинается раздор. Проект приходится закрыть, и они опять становятся уличными музыкантами. |
| 36 (90) | 10.05.1998 | «Смена начальников» («Судьба начальника»). Старого директора заставили пожить жизнью рядовых рабочих. |
| 37 (91) | 17.05.1998 | «Писатель». Пародия на фильм «Великолепный» с модернистским уклоном. На что приходится идти честным писателям ради денег. Романы о «высокой материи» никто не хочет читать, всем подавай приключения, боевики. Когда на уме у редактора одна лишь прибыль, иного выхода не остаётся. |
| 38 (92) | 24.05.1998 | «Общежитие». Студент приезжает учиться и устраивается в общежитие, где за короткое время из примерного отличника могут сделать недалёкого ПТУшника с интеллектом четырёхгодовалого ребёнка. |
| 39 (93) | 31.05.1998 | «Жиголо». Продолжение истории о поэте-песеннике Долбановском, который любил женщин. Причём любил так сильно, что его знал целый город, и ему пришлось уехать с женой в другой населённый пункт. Но и там, в гостинице, не закончились любовные похождения героя. Горничной он сказал, что её отцом был Фрэнк Синатра; официантке предложил деньги за интимную близость; бывшая пассия героя, постоялица гостиницы грузинка Тамара, поначалу хотела перерезать ему горло, но всё обошлось. Оставив жену смотреть сериал «Санта-Барбара», под предлогом разболевшегося желудка герой три раза выходит из номера к своим любовницам. Под конец его замучает совесть, и он очнётся на кушетке в больнице после операции по перемене пола. Врач считает, что это был единственный выход из создавшейся ситуации. |
| 40 (94) | 07.06.1998 | «Просмотр отснятого». Дмитрий Нагиев и Сергей Рост смотрят отрывки из лучших серий 1997—1998 годов и анонсируют новый сезон. |

Сезон 5
| Серия  | Премьера   | Краткое описание |
| ------ | ---------- | --- |
| 1 (95) | 02.10.1998 | «Коммуналка. Часть 1». Скрываясь от ревнивой жены (Рост), подкаблучник Семён (Нагиев) прячется в коммунальной квартире, где он пьёт водку с дебоширом Фёдором (Рост), лечится уринотерапией у старушки Серафимы Ильиничны (Нагиев) и пытается закадрить студентку-нимфоманку Светлану (Нагиев). В этой серии один из женихов Светы, Гиви (Нагиев), произносит фразу «Чики-брики, чик-чирик», которая впоследствии стала известной благодаря сериалу «Осторожно, модерн! 2», где её употребил в своей речи другой персонаж Нагиева — Степан Сморковичев. |
| 2 (96) | 09.10.1998 | «Коммуналка. Часть 2». Люба (Рост), тёща младшего сержанта милиции Чихалкина (Нагиев), осознаёт, что Серафима Ильинична осталась их единственной соседкой по коммуналке, вследствие чего она решает помочь старушке побыстрее отправиться в лучший из миров, чтобы завладеть всей квартирой. |

### «Полный модерн!» (1999—2000)
Спустя почти год после закрытия «Осторожно, модерн!» на канале РТР вышел новый малобюджетный проект «Полный модерн!». Создатели вернулись к изначальному названию шоу, поскольку название «Осторожно, модерн!» принадлежало СТС. Мелодия заставки была такой же, как и у предшественника. Серии 1-4 повествуют о двух сценаристах, пишущих сценарий сериала про больницу (сцены с участием сценаристов перемежаются сценами из неснятого сериала), а в сериях 5-14 рассказывается о жизни семейства милиционера Рылова, обитающего в Москве по адресу: ул. Красных Армянских Партизан, д. 13, кв. 35 (в 10-й серии — кв. 157). Один съёмочный блок сериала мог длиться до пяти суток подряд. Контракт был на 14 серий и продлён не был, поскольку, по словам Нагиева, сначала руководители государственного телеканала заявляли создателям сериала, что денег на производство новых серий не будет до выборов Президента, затем попросили подождать до инаугурации Владимира Путина, после чего «обложили абсолютно непомерными требованиями», в результате команда проекта решила разорвать сотрудничество с РТР, «потому что делать весёлый андеграунд в таких условиях катастрофически невозможно».

#### Персонажи
Серии 1-4
- Сценаристы (Нагиев и Рост) — дуэт авторов, пишущих сценарий для сериала про больницу. Ведущую роль играет сценарист, исполняемый Ростом[72], второй сценарист преимущественно критически оценивает идеи первого и ставит перед ним вопросы[68]. Регулярно связываются по телефону с продюсером, решениям которого подчиняются беспрекословно[72].
- Борис Иванович Козловский (Рост) — «новый русский», банкир, миллионер первой волны, заработавший начальный капитал, продавая моржовый клык как китовый ус[72]; ныне сопредседатель движения «Право и лево»[94].
- Василий Кондратьевич Кайло (Рост) — темпераментный и брутальный[95] сварщик, суровый представитель простого народа, не терпящий унижений[94].
- Кондратий Васильевич Гималайский (Нагиев) — слабохарактерный интеллигент[96], способный в экстренных случаях жёстко защищать свои интересы[70]. Ранее персонаж появлялся в эпизодах «Экзамен», «Школа № 666» и «Переэкзаменовка» из сериала «Осторожно, модерн!»[72].
- Клавдия Ивановна (Нагиев) — хладнокровная[72] регистраторша преклонного возраста[97], любящая раболепствовать[72].
- Маша (Нагиев) — медсестра[70], дружелюбная, но не особо умная[72] сплетница[98].
- Вассерман (Нагиев) — лживый[99], циничный, властный и расчётливый главврач больницы, обожающий наживаться на больных[70].
- Манту (Нагиев) — врач, заменяющий Вассермана, когда того сажают в тюрьму[81]. Продюсер решает сэкономить на актёрах и распоряжается, чтобы роль Манту исполнял актёр, игравший Вассермана, поэтому Манту отличается от Вассермана только наличием усов[68]. Коронная фраза: «Дальше без меня»[81].
- Жена Манту (Рост) — сексуально озабоченная и непривлекательная женщина, маниакально верная своему мужу[82].
- Ширинкин (Рост) — главный хирург[72], доброжелательный только по отношению к тем, у кого есть деньги и власть[81]. Тщательно скрывает нетрадиционную сексуальную ориентацию[94].

Серии 5-14
- Николай Гаврилович Рылов (Нагиев) — милиционер в звании старшего лейтенанта[91], алкоголик, пьющий в том числе с висящим на стене календарём с изображением Дмитрия Нагиева[100]; дебошир, психопат, имеющий национальные предрассудки[91].
- Евдокия Петровна (Рост) — жена Рылова[62], домохозяйка, по выходным подрабатывающая в магазине, который она мечтает превратить в свою собственность[94]. Фанатка группы «Руки Вверх!»[101].
- Даша (Нагиев) — дочь Николая и Евдокии[62], студентка[101], состоящая в сексуальных связях с арабами и подрабатывающая проституцией[91].
- Марья Гавриловна (Рост) — тёща Рылова[91], хозяйка квартиры, политически активная гражданка[79], презирающая Николая[62] и приходящая в ярость, когда он указывает на её избыточный вес[102].
- Иван Данилович Заточный (Рост) — любящий ломать четвёртую стену в момент прихода к Рыловым[103] друг и начальник Николая, полковник[91], опекающий его и проявляющий заинтересованность в его карьерном росте[62]; при смене настроения, однако, обещает понизить Рылова в звании[94]. Образ Ивана Даниловича очень схож с образом комбата Багратионова из сериала «Осторожно, модерн! 2»[104].
- Зина (Рост) — застенчивая, инфантильная[91] и легковнушаемая[105] жена Ивана Даниловича[94].
- Сергей Вадимович Нидвораев (Нагиев) — врач[62], любовник Евдокии, лживый и любвеобильный мужчина[106], страшно завидующий своему брату-близнецу — нефтянику из Тюмени[94].
- Ильяс Молодцов (Нагиев) — журналист, ведущий рубрики «Интересный собеседник без абажура» в некой телепередаче[107].

| Серия | Премьера   | Краткое описание |
| ----- | ---------- | --- |
| 1     | 24.09.1999 | «Жена хирурга». Двое сценаристов начинают писать сценарий сериала про больницу. Действие начинается с приезда в больницу Бориса Ивановича Козловского, «нового русского», раненного при покушении. Козловский, угрожая пистолетом, требует для себя элитных условий содержания, персонал старается удовлетворить его требования. В палате № 6 вместе с Козловским лежат сварщик и интеллигент. Вскоре к Борису Ивановичу заглядывает главный хирург, осведомляется о здоровье и вручает ему несколько журналов, сообщая, что на обложке одного из них — фотография его жены Аделаиды. Козловский и однопалатники рассматривают фотографию и выясняют, что каждый из них в своё время водил с этой женщиной знакомство. Борис Иванович приходит к мысли, что главный хирург специально собрал их в одной палате, чтобы рассчитаться. Тогда больные переодеваются женщинами и скрываются в родильном отделении. Медсестра, которая приходит ставить им клизмы, сообщает, что у главного хирурга нет жены. Озлобившийся Козловский собирается расправиться с главным хирургом. |
| 2     | 08.10.1999 | «Главврач — аферист». Вассерман похищает пистолет Козловского и соглашается повременить с выпиской только за плату. Он лжёт сварщику и интеллигенту, что они неизлечимо больны и предлагает заплатить за целебную сыворотку, но они, не имея средств, отказываются. В больницу проникает киллер, которому заказали Бориса Ивановича. Кайло и Гималайский, напившись спирта, решают подстеречь главврача и побить его. Когда киллер заходит в палату, то его принимают за Вассермана, оглушают и отнимают автомат. Угрожая автоматом, друзья убеждают главврача выдать им сыворотку. Серия начинается и заканчивается сценами блуждания по больнице агента Фокса Малдера (Нагиев), натыкающегося на людей, по которым ползают хомячки. В конце самого Малдера тошнит хомячком. |
| 3     | 22.10.1999 | «Новый главврач». Главврач Вассерман садится в тюрьму, и его заменяет главврач Манту (для экономии продюсер решает, что Манту будет играть тот же актёр, поэтому Манту отличается от Вассермана только усами). Пока Манту совершает обход, сбежавший из тюрьмы Вассерман прокрадывается в кабинет главврача. Когда Манту заходит в кабинет, Вассерман вкалывает ему снотворное, сдирает с него усы и приклеивает на себя, а тело прячет. Вскоре к нему наведывается устрашающая жена-нимфоманка главврача Манту. Отчаявшись удовлетворить её, Вассерман обращается за помощью к больным палаты № 6, однако жена Манту отвергает их. Тогда Вассерман снимает усы и возвращается в тюрьму. Главврач Манту вновь возглавляет больницу. |
| 4     | 02.11.1999 | «Эликсир любви». Анестезиолог Боткин изобретает эликсир любви и просит у Манту разрешения испытать его на больных. Манту не соглашается. Тогда Боткин зомбирует Манту газом полного подчинения (другим своим изобретением) и берёт управление больницей на себя. Он распоряжается, чтобы Маша принесла больным палаты № 6 чай с эликсиром любви. Больные пьют чай, влюбляются в Машу и преследуют её. Маша вызывает санитаров, на больных надевают смирительные рубашки. Вскоре доктор Боткин распоряжается освободить больных и взять у них анализы. На почве ревности больные подсыпают друг другу сахар в мочу, в результате всех троих отправляют на операцию. После операции Маша навещает больных и признаётся, что любит доктора Боткина, но он её не замечает. Чтобы помочь Маше, больные прыскают эликсиром на Боткина и зовут Машу, однако вместо Маши в палату заходит Клавдия Ивановна. Боткин и больные тут же влюбляются в неё. В этой серии во время написания сценария сценаристы пьют водку с грибами, одному из них (Рост) становится плохо, другой (Нагиев) везёт его в больницу. В больнице он встречает Клавдию Ивановну, спасающуюся от больных, и зомбированного Манту. Сериал заканчивается репликой сценариста: «Ну, в принципе, я думаю, велика сила нашего письменного искусства». |
| 5     | 16.11.1999 | «День рождения Рылова». На свой день рождения Николай хочет сводить семью в дельфинарий, однако у всех обнаруживаются неотложные дела. Когда Рылов остаётся один, к нему приходит его друг детства, окровавленный бандит Сиплый с ножом под ребром, и просит укрыть его. Николай отказывается и хочет выпроводить Сиплого, но тот обижается на Рылова, резко вытаскивает из себя нож и теряет сознание. В чемодане, который был у Сиплого, Николай обнаруживает уйму денег. Вскоре Рылова тревожат иные претенденты на чемодан. |
| 6     | 23.11.1999 | «Три мужа». Даша выходит замуж сразу за трёх мужчин. Когда она навещает родителей, к ней являются все три супруга. Даше приходится постараться, чтобы мужья не заподозрили о существовании друг друга. Ситуацию осложняет визит декана Сергея Борисовича, которого дочь Рылова должна ублажать, чтобы сдать экзамен. |
| 7     | 30.11.1999 | «Месть». Рыловы решают сдать комнату, чтобы поднять доход семьи. Квартирантом оказывается бандит Дубосос, желающий отомстить Николаю за то, что тот арестовал его родственников. Для мести он провоцирует потасовку между Рыловым и остальными членами семейства: Николаю он внушает, что Евдокия, Даша и Марья Гавриловна — участницы наркосиндиката, женщин же преступник убеждает в том, что Рылов — сексуальный маньяк. |
| 8     | 07.12.1999 | «Миллион». По телевизору сообщается, что Рылов выиграл в акции, проводимой производителем йогурта, прислав больше всех крышечек, и теперь получит миллион долларов. Николай сразу же заявляет, что не собирается делиться выигрышем с семьёй. Тогда тёща, жена и дочь сговариваются выманить деньги хитростью. Но потом оказалось, что призом оказались не деньги, а… йогурт. С горя обманутый рекламодателями Рылов хочет утопиться в нём. |
| 9     | 14.12.1999 | «Отравление». Рылов подслушивает, как Сергей Вадимович уговаривает Дусю отравить его и даёт ей яд. На следующее утро Николай отказывается от всех блюд. В гости к Рыловым приходит Иван Данилович и сообщает, что собирается произвести Колю в капитаны. Дуся, посоветовавшись с Дашей и мамой, решает пока не отравлять Рылова. Пока они советуются, Николай уговаривает полковника Заточного разыграть небольшое представление, чтобы вывести вероломную жену на чистую воду. |
| 10    | 21.12.1999 | «Новый год». На Новый год к Рыловым в гости приходит миллионер-филантроп Гарри Абрамович Кац и говорит, что встретит праздник с ними, а затем подарит миллион долларов. Позже выясняется, что для получения денег всем членам семьи придётся заняться с Кацем сексом. Женщины с радостью готовы отдаться меценату, но когда очередь доходит до Николая, тот всё портит. |
| 11    | 18.01.2000 | «Двойники». Оказывается, что существует семейство-двойник семейства Рыловых. Оно имеет тот же состав, что и семейство Рыловых, и его члены выглядят так же, но при этом благополучны и доброжелательны друг к другу. Из-за схожести домов и квартир члены одного семейства несколько раз по ошибке попадают в другое семейство, в результате двойника Рылова арестовывают за преступление, совершённое настоящим Николаем. |
| 12    | 25.01.2000 | «Водянка мозга». Участковый врач устанавливает, что Рылов болен водянкой головного мозга и ему осталось жить несколько дней. Дуся, не дожидаясь, пока Николай умрёт, начинает искать нового мужа и уже находит подходящего кандидата, как вдруг выясняется, что диагноз был поставлен неверно, и у Рылова может быть другой смертельный недуг — СПИД. |
| 13    | 01.02.2000 | «На оперативной работе». Рылов со старшим по званию напарником приходят по вызову в квартиру Николая, где на полу лежит труп Сергея Вадимовича. Евдокия убеждена, что убийца — Рылов. Напарник Николая, не успевший его запомнить, поручает Рылову засесть в засаду и ожидать самого себя. Сидя в засаде, Коля узнаёт, что на самом деле Сергей Вадимович жив, а его убийство было разыграно им самим и Евдокией с намерением посадить Рылова в тюрьму. |
| 14    | 08.02.2000 | «Убийства». К Рылову в квартиру врывается женщина, спасающаяся от убийцы-маньяка. Она узнаёт от Николая, что его жена уже неделю сидит в тюрьме, говорит, что хотела бы изменить своему мужу, и предлагает Рылову потанцевать. Во время танца она спотыкается, падает и умирает. Аналогичным образом, по случайности, умирают депутат Селёдкин, посетивший Марью Гавриловну, чтобы предложить ей выйти за него замуж, и друг Даши, араб Абдулла. Под руководством Марьи Гавриловны семейство Рыловых избавляется от трупов, но Феликс Валерьевич Мерзотин, сосед Рыловых с отвратительными привычками и аномально большим правым ухом, догадывающийся о смертях, не даёт делу замяться просто так. |

### «Осторожно, модерн! 2» (2001—2004)
В 2001 году выходит сериал «Осторожно, модерн! 2». Действие сериала происходит в Санкт-Петербурге, в одном доме по адресу: ул. Красных (в некоторых сериях — Красивых) Молдавских Партизан, д. 25, где живут главные герои — три семьи: Задовы, Тракторенко и Сморковичевы. Всего вышло 94 серии.

### «Камера, мотор!» (2002)
«Камера, мотор!» — юмористический сериал телеканала СТС, спин-офф телесериала «Осторожно, модерн! 2». Транслировался с 1 апреля по 28 июня 2002 года.
Сюжет
Съемочный процесс — обильный источник для шуток и анекдотов. «Гениальный» режиссер, капризная прима, вороватый продюсер, новорусский спонсор, слепой оператор и другие герои сериала — все они мечтают о богатстве и славе. Решают насущные проблемы: нехватку денег, конфликты актеров, сухой закон, флирт и измены.
В ролях
- Дмитрий Нагиев — Аркадий, режиссёр (1—5 серии)
- Сергей Рост — актёр (1—4 серии)
- Владимир Богданов — Станислав Яблонский, продюсер
- Михаил Трясоруков — Григорий, оператор
- Владимир Соловьёв — пиротехник
- Светлана Кифа — Прима, актриса
- Клим Старкин — рабочий
- Александр Тютрюмов — политик (3 серия)
- Александр Баргман — Ирже Оболенский, актёр
- Наталья Парашкина — директриса
- Вадим Сквирский — Лев, стажёр
- Галина Субботина — гримёрша
- Андрей Соловьёв — звукорежиссёр (3 серия)
- Светлана Вильгельм — ассистентка (3 серия)
- Сергей Мурзин — бандит (3 серия)
- Александр Колобов — «голубой» (3 серия)
- Светлана Обидина — девушка Льва (1 серия)
- Ольга Альбанова — девушка (5 серия)
- Галина Егорова — врач (5 серия)
- Мурад Султаниязов — режиссёр (6—12 серии)

### «Осторожно, модерн! 2004» (2003)
«Осторожно, модерн! 2004» (другое название — «Барская усадьба») — снятый в усадьбе Приютино новогодний телемюзикл с приглашёнными звёздами эстрады и кино, вышедший на канале СТС 31 декабря 2003 года.
Фильм является последней совместной актёрской работой Дмитрия Нагиева и Сергея Роста. На финальных титрах мюзикла демонстрируются неудачные дубли.
Сюжет
Герои сериала «Осторожно, модерн! 2» вместе с новыми эксцентричными персонажами в исполнении звёзд шоу-бизнеса встречают Новый год в поместье XIX века под Санкт-Петербургом. Главное действующее лицо мюзикла — помещик Задов — готовится к приезду царя, чему активно пытается помешать злейший враг Задова — завидующий во всём Василию Петровичу (включая размеры усадьбы) сосед Тарас Пастушенко.
В ролях
- Дмитрий Нагиев — Василий Задов / Прошка (Пашка)[76] / Танька
- Сергей Рост — Нина Задова / Тарас Пастушенко / помещик Тракторенский (Бульдозер) / полковник Багратионов (комбат)
- Филипп Киркоров — Федька[118]
- Александр Цекало — царь
- Фёдор Бондарчук — Жора, разбойник
- Катя Лель — англичанка
- Пьер Нарцисс — Александр Пушкин[19]
- «240 тонн» — кухарки[119]
- Глюк’oZa — Натали
- «Чай вдвоём» — дровосеки
- «Отпетые мошенники» — судебные приставы
- «Сливки» — служанки Задова
- «Блестящие» — дворовые девки, мечтающие стать царицами[19]

### «Осторожно, Задов!» (2004—2006)
В 2004 году выходит сериал «Осторожно, Задов! или Похождения прапорщика», спин-офф «Осторожно, модерн! 2» про жизнь прапорщика Задова. Вместо партнёра Нагиева по съёмкам Сергея Роста снимались Андрей Федорцов, Игорь Лифанов, Александр Половцев и другие. Всего вышло 29 серий.

### «Zадов in Rеалити» (2006—2007)
Последняя часть сериала про прапорщика Задова вышла на канале «РЕН ТВ» осенью 2006 года под названием «Zадов in Rеалити: Кто хочет жить в ПентхауZе?». Контракт с телеканалом был на 26 серий и продлён не был; в лидеры телевизионных рейтингов сериал никогда не попадал, а в прессе не удостоился ни одного обзора. Последняя серия вышла в январе 2007 года.
Серии снимались в режиме пародии на шоу со скрытой камерой: прапорщик Задов и его соседи становятся участниками реалити-шоу. В их квартирах устанавливают скрытые камеры, следящие за жизнью жильцов. Цель реалити-шоу — выявить победителя, которому достанется главный приз — пентхаус, построенный на крыше дома.
По условиям конкурса, об участии в реалити-шоу знают только Задов, Приходько, Пержо и Рылов, а их семьи не должны догадываться об этом. Также участники должны выполнять различные задания, которые им даёт ведущий.

## Мысли о возобновлении проекта
Дмитрию Нагиеву часто советуют возобновить «Осторожно, модерн!»:
«Мне предлагают это довольно регулярно. Когда ко мне подходит Миша Галустян или кто-то из более известных поклонников и говорит: „Слушай, я вот пересмотрел всё…“ — мне это лестно. Но когда я думаю, что можно было бы с этим вернуться, то понимаю, что теперь буду конкурировать уже с ними. Это к разговору: а вдруг нос сломают мне, а не я? Лучше остаться легендой»
В 2014 году Сергей Рост сказал, что не верит в возможность возрождения сериала:
«Мы больше 10 сезонов делали успешный проект без продюсеров. Но когда только один человек и пишет, и старается, всё время оказываешься в неприятной ситуации, что тебя унижают и не ценят. Чем дальше — тем больше это происходит. Ну и на фиг это надо! <…> [Возобновить проект] в любом случае не получится. Потому что для этого надо как минимум с Дмитрием помириться. А у нас это не получается»
В свою очередь, режиссёр Анна Пармас не оставляет надежд на продолжение:
«Чтобы такой же проект появился на YouTube, нужна сила воли продюсера. И те же самые актёры, что и раньше. Поэтому планов таких пока нет. Мы думали о том, чтобы сделать выпуски „Осторожно, модерн!“ 10 лет спустя — как юбилейную дату. Но пока не получилось. Возможно, получится сделать 20 лет спустя, уже в 2024 году»
По мнению Андрея Балашова, сериал не вписывается в нынешние предпочтения телевизионных менеджеров:
«К середине 2000-х появился новый телеюмор. Ниша, которую мы занимали, стала уходить, пришёл гламур. У людей происходил удивительный разрыв шаблона. Вроде бы те же подъезды, та же грязь, те же алкоголики вокруг, смешные прапорщики за стенкой, но это перестало быть в тренде на телевидении. На всех каналах вдруг победила теория, что все устали от чернухи, и всем нужен бурлеск. Всё должно быть ярко и необычно, как во сне. Мы оглянулись по сторонам и решили, что выработали запас реактора. Огламуривать Задова было бессмысленно. Юмор ушёл куда-то не туда и перестал быть народным»

## Вещание
| Страна/ город                 | Года                               | Телеканал                         | Сериал |
| ----------------------------- | ---------------------------------- | --------------------------------- | --- |
| Флаг России · Санкт-Петербург | в 1995 году                        | Рег-ТВ (Региональное телевидение) | «Полный модерн» |
| Флаг России · Санкт-Петербург | с 1996 по 1998 год                 | Шестой канал                      | «Осторожно, модерн!» |
| Флаг России                   | с 1996 по 1998, с 2001 по 2007 год | СТС                               | «Осторожно, модерн!», «Полный модерн!», «Осторожно, модерн! 2», «Камера, мотор!», «Осторожно, модерн! 2004» и «Осторожно, Задов!» |
| Флаг Украины · Макеевка       | с 1997 по 1999 год                 | Орион                             | «Осторожно, модерн!» |
| Флаг России                   | с 1998 по 2000 год                 | РТР                               | «Осторожно, модерн!» и «Полный модерн!»                                                                                           |
| Санкт-Петербург               | в 1998 году                        | Восточный экспресс                | «Осторожно, модерн!» |
| Челябинск                     | в 1999 году                        | Даше                              | «Осторожно, модерн!» |
| Нижний Новгород               | в 2000 году                        | Диалог                            | «Осторожно, модерн!» |
| Флаг Украины                  | в 2001 году                        | Интер                             | «Осторожно, модерн!» |
| Волгоград                     | с 2001 по 2002 год                 | МТВ                               | «Осторожно, модерн!» |
| Магадан                       | с 2001 по 2005 год                 | ТВ-Магадан-Спутник                | «Осторожно, модерн!» и «Осторожно, модерн! 2»                                                                                     |
| Флаг Украины                  | с 2002 по 2003 год                 | 1+1                               | «Осторожно, модерн!» |
| Флаг Украины                  | в 2003, с 2005 по 2006 год         | ICTV                              | «Осторожно, модерн!» и «Осторожно, модерн! 2»                                                                                     |
| , и                           | 31.12.2003                         | RTVI                              | «Осторожно, модерн! 2004» |
| Флаг Украины                  | в 2004 году                        | Тонис                             | «Осторожно, модерн!» |
| Флаг Украины                  | с 2004 по 2006 год                 | ТЕТ                               | «Осторожно, Задов!» |
| Флаг России                   | с 2005 по 2006 год                 | ТВ-3                              | «Осторожно, модерн!» |
| Флаг России                   | с 2006 по 2009 год                 | НСТ                               | «Осторожно, модерн!», «Осторожно, модерн! 2» и «Осторожно, Задов!»                                                                |
| Флаг России                   | с 2006 по 2007 год                 | РЕН ТВ                            | «Zадов in Rеалити» |
| Флаг Беларуси                 | с 2006 по 2007 год                 | СТВ                               | «Zадов in Rеалити» |
| Флаг Украины                  | с 2006 по 2007 год                 | Новый канал                       | «Осторожно, модерн!» |
| Флаг России                   | с 2007 по 2008 год                 | Комедия ТВ                        | «Осторожно, Задов!» |
| и                             | с 2007 по 2009 год                 | НТВ Мир                           | «Осторожно, модерн!» |
| Флаг США                      | с 2007 по 2009 год                 | НТВ-America                       | «Осторожно, модерн!» |
| Флаг России                   | с 2007 по 2009 год                 | Весёлое ТВ                        | «Осторожно, модерн!», «Осторожно, модерн! 2», «Камера, мотор!», «Осторожно, Задов!» и «Zадов in Rеалити»                          |
| Флаг России                   | в 2008, с 2012 по 2014 год         | ДТВ/Перец                         | «Осторожно, модерн! 2» |
| Флаг России                   | с 2010 по 2011 год                 | 7ТВ/Семёрка                       | «Осторожно, модерн!», «Осторожно, модерн! 2» и «Осторожно, Задов!»                                                                |
| Флаг Украины                  | с 2010 по 2011 год                 | К1                                | «Осторожно, модерн!» и «Осторожно, Задов!»                                                                                        |
| Флаг России · Ярославль       | в 2010 году                        | НТМ                               | «Осторожно, модерн!» |
| Флаг Украины · Запорожье      | в 2010 году                        | ALEX.UA                           | «Осторожно, модерн!» |
| Флаг России                   | с 2011 по 2012 год                 | Юмор Box                          | «Осторожно, модерн!» |
| Флаг Украины                  | в 2012 году                        | Перший національний               | «Осторожно, модерн!» |
| Флаг России                   | с 2012 по 2013 год                 | Восьмой канал                     | «Осторожно, модерн!», «Осторожно, модерн! 2» и «Осторожно, Задов!»                                                                |
| Флаг России                   | с 2012 по 2014 год                 | Ретро                             | «Осторожно, модерн!» |
| Флаг Украины                  | в 2013 году                        | Гумор ТБ                          | «Осторожно, модерн!» |
| Флаг России · Екатеринбург    | в 2013 году                        | Четвёртый канал                   | «Осторожно, модерн!» |
| Флаг Украины                  | с 2013 по 2014 год                 | 2+2                               | «Осторожно, модерн!» |
| Флаг России                   | с 2015 по 2016, с 2020 по 2021 год | Точка ТВ                          | «Осторожно, модерн!» |
| Флаг России                   | в 2017 году                        | Дом кино                          | «Осторожно, модерн!» |
| Флаг России                   | в 2020 году                        | Время                             | «Осторожно, модерн!» |
| Флаг России                   | в 2025 году                        | Наше                              | «Осторожно, модерн!» |

## Награды
В 1997 году проект «Осторожно, модерн!» получил премию II Открытого российского телефорума «Новому времени — новое телевидение» в номинации «Ведущий развлекательной программы» (Дмитрий Нагиев, Сергей Рост).

### Комментарии
1. ↑  Без учёта музыкальных клипов.
2. ↑  В версии серии, показанной на «Шестом канале», завязка и развязка эпизода были озвучены Валерием Соловьёвым, в то время как в версии, впоследствии показанной на СТС, завязку с немного изменённым текстом озвучил Сергей Рост, а развязка, где ранее упоминался мнимый грядущий показ на «Шестом канале» фильма «Повесть о настоящей леди», была оставлена без дикторского текста.
3. ↑  До 2004 года вещание канала проходило на частоте УТ-2 с 14:00 до 10:00 следующего дня.